# Oscar Borchardt
Julius Moritz Oscar Borchardt (* 2. November 1845 in Berlin; † 20. Oktober 1917 ebenda) war ein deutscher Jurist.

## Leben
Er war der zweite von vier Söhnen des Juristen Siegfried Borchardt (1815–1880) und dessen Frau Helene, geb. Saling (1824–1899). Sein jüngster Bruder war der Maler Felix Borchardt. Die Familie wohnte im Haus Französische Straße 32 in der Berliner Friedrichstadt. Borchardt studierte Jura, promovierte und arbeitete zunächst als Gerichtsassessor. Mitte der 1870er Jahre war er im konsularischen Reichsdienst tätig und unternahm mehrere Auslandsreisen.
Nach dem Tod seines Vaters, der bereits 1871 eine Vollständige Sammlung der geltenden Wechsel- und Handels-Gesetze aller Länder herausgebracht hatte, setzte er dessen Werk fort. Ab 1883 veröffentlichte er in R. v. Deckers Verlag sein mehrbändiges Werk Die geltenden Handelsgesetze des Erdballs, das mehrfach neu aufgelegt, weiterbearbeitet und in andere Sprachen übersetzt wurde.
Borchardt starb 1917 und wurde in der Familiengrabstätte auf dem Friedhof der Dorotheenstädtischen und Friedrichswerderschen Gemeinden begraben.
Der zehn Jahre jüngere Houston Stewart Chamberlain, der ihn 1875 während eines Aufenthaltes im schweizerischen Aarmühle (heute Interlaken) kennengelernt hatte, schrieb über ihn in seinen Lebenserinnerungen: „Es würde mir schwer fallen, wollte ich alle Keime zu zukünftiger Bildung aufzählen, die ich diesem Freunde verdanke“.

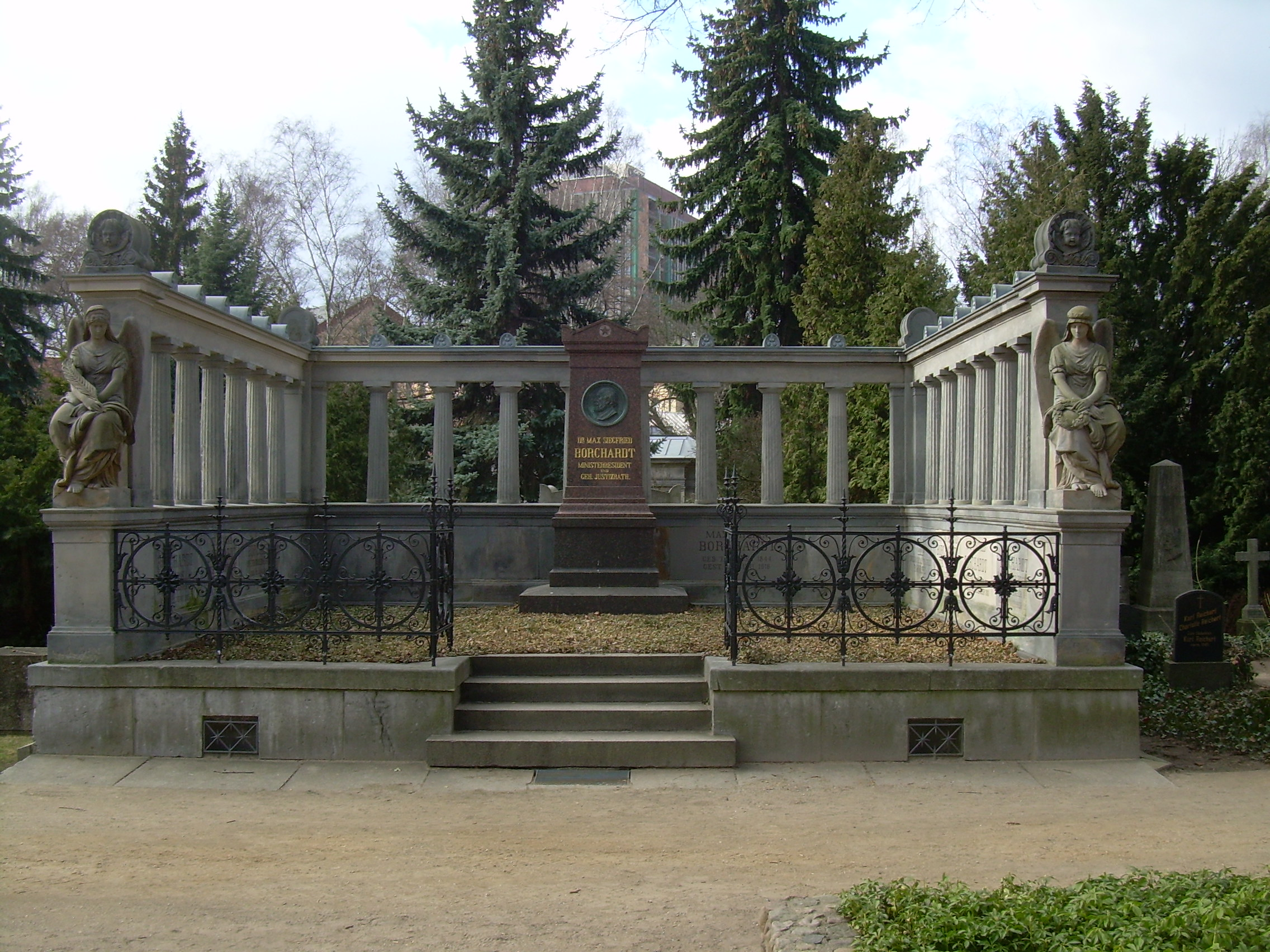
Das Familiengrab Borchardt auf dem Friedhof der Dorotheenstädtischen und Friedrichswerderschen Gemeinden

## Werke
- Die geltenden Handelsgesetze des Erdballs. Band 1–5. Verlag R.v.Decker, Berlin 1883–1887.

## Auszeichnungen
- Nordstern-Orden des Königreiches Schweden 1887.[5]